# 20 Brygada Pancerna (Bundeswehra)
20 Brygada Pancerna „Märkisches Sauerland” (niem. Panzerbrigade 20) – pancerny związek taktyczny Bundeswehry.
W okresie zimnej wojny Brygada wchodziła w skład 7 Dywizji Pancernej i przewidziana była do działań w pasie Północnej Grupy Armii.

## Struktura organizacyjna
| Organizacja PzBrig 20 w 1989 | Organizacja PzBrig 20 w 1989        | Organizacja PzBrig 20 w 1989 |
| Godło                        | Pododdział                          | Miejsce stacjonowania        |
| ---------------------------- | ----------------------------------- | ---------------------------- |
|                              | dowództwo brygady                   | Iserlohn                     |
|                              | 201 batalion pancerny               | Hemer                        |
|                              | 202 batalion grenadierów pancernych | Hemer                        |
|                              | 203 batalion pancerny               | Hemer                        |
|                              | 204 batalion pancerny               | Ahlen-Oestrich               |
|                              | 205 batalion artylerii              | Dülmen                       |